# پنرشنس
| G40 | N16 · r | S · n · z |

| G40 | N16 · r | S · n · z |

پنرشنس (انگلیسی: Penreshnes) یا پنرشناس ملکه همسر دوم فرعون شوشنق یکم در دوران حکومت دودمان بیست و دوم در مصر باستان بود.: ۱۸۱ : ۲۹۹ 
وی دختر یکی از رهبران ناشناخته لیبی باستان بود احتمالاً نام او به معنای «شادی ما (مرتبط) با او» است.: ۲۹۶ : ۲۱۵  پنرشنس شاهزاده «نیملوت ب» را به دنیا آورد که بعداً توسط پدرش به «فرماندهی تمام پیاده‌نظام در هراکلئوپولیس مگنا» منصوب شد.: ۲۵۶-۷ 
پنرشنس از روی تعدادی از اسناد و اشیاء به‌جا مانده شناخته شده است، به ویژه با مجسمه پسرش با منشأ ناشناخته که اکنون در موزه تاریخ هنر وین (ÄS 5791) نگهداری می‌شود.